# 湯卜生
湯卜生（1912年5月25日—1938年8月18日），汉族，湖北黄梅人，中华民国空军飞行员。

## 生平
湯卜生初期求學在湖北武漢，小學就讀武昌省立模範小學，中學同樣就讀湖北省立第一中學，在該學校完成高中教育；高中畢業後考入中央航空學校第三期，畢業後留任航校擔任中級組飛行教官，1935年9月授階空軍少尉，1936年後擔任廣州分校（廣東空軍航校在兩廣事件後改制）飛行組組長兼學生隊隊長。
1937年7月抗日戰爭爆發後，湯卜生編入空軍第二大隊第14中隊，駕駛諾斯羅普-伽瑪2E；1937年9月起駕機轟炸上海四川北路的日军仓库，14中隊隨後在華中一代轉戰，至1937年11月後撤休整。
1938年初，湯卜生調任五大隊，任25中隊中尉副隊長，該中隊主要操作機種為霍克三戰鬥機；1938年5月7日執行由軍委會下令之特殊任務，駕駛無武裝型霍克75H偵察機從漢口飛赴已被日軍佔領的南京向中山陵空投了一束白玉蘭，以此記念孫中山。
7月9日，駐湖北衡陽的25中隊開始接收配備武裝的霍克75M，8月5日完成換裝。
1938年8月18日，25中隊3架霍克75M（隊長湯卜生、副隊長劉依均、分隊長張慕飛）與三大隊9架I-152戰機合編，由三大隊大隊長吳汝鎏領軍攔截由安慶飛來轟炸衡陽的27架轟炸機，該次轟炸日軍採9機編隊分三隊攻擊，因察覺攔截機因此提早拋棄炸彈放棄任務，攔截機隊在衡山附近空域追擊時追上其中一編隊，湯卜生在協力擊落2架轟炸機後遭其餘7架轟炸機集中防禦火網擊墜戰死，得年26歲；25中隊其它2架參戰機在本次空戰亦受損迫降。
湯卜生戰死後，隊長由劉依鈞補任；其遺骸因結婚戒指與配槍編號而能辨識，後安葬在桂林。1941年7月14日軍委會追授上尉軍銜，抗戰勝利後遷葬到航空烈士公墓。